# Cannabis indica
Cannabis indica là một loại cây một năm trong họ Cannabaceae. Đây là một loài giả định của chi Cannabis. Nó và Cannabis sativa có thực sự là các loài riêng biệt hay không là một vấn đề tranh luận. Cannabis indica được trồng vì nhiều mục đích; ví dụ, sợi từ cây này có thể được dệt thành vải. Cannabis indica tạo ra một lượng lớn tetrahydrocannabinol (THC). Hàm lượng THC cao hơn tạo ra các tác động gây hưng phấn và say sưa, khiến nó trở thành phổ biến để sử dụng như một loại dược phẩm phục vụ cả tiêu khiển lẫn y tế.

## Phân loại học
Năm 1785, Jean-Baptiste Lamarck công bố mô tả loài thứ hai của chi Cannabis, mà ông đặt tên là Cannabis indica. Lamarck mô tả loài mới được đặt tên này dựa theo các mẫu thực vật được thu thập ở Ấn Độ. Richard Evans Schultes đã mô tả C. indica là tương đối ngắn, hình nón và phân cành dày dặc, trong khi C. sativa được mô tả là cao và phân cành thưa hơn. Loran C. Anderson đã mô tả C. indica là cây với các lá chét ngắn, rộng trong khi C. sativa có đặc trưng là các lá chét tương đối dài và hẹp. Cannabis indica phù hợp với mô tả của Schultes và Anderson bắt nguồn từ dãy núi Hindu Kush. Do khí hậu thường khắc nghiệt và hay thay đổi (mùa đông cực lạnh và mùa hè ấm áp) của khu vực này, nên C. indica rất phù hợp để gieo trồng ở vùng khí hậu ôn đới.